# 浪漫暴風圈
《浪漫暴風圈》是鳥飼茜創作的日本漫畫，於2016年10月18日發售的《週刊SPA!》10月25日號開始連載。改編真人電視劇由2022年7月5日至8月2日於每日放送「Dramaism」時段播映，渡邊大知主演。

## 電視劇

### 演員列表
- 佐藤民生：渡邊大知
- 芹香：工藤遙
- 雨貝夏希：小野花梨
- 芝內理加：內田理央

## 外部連結
- 漫畫官方網站（日語）
- 電視劇官方網站（日語）